# Jorge Chica
Jorge Chica Ramírez (1952 - 30 de marzo de 2020) fue un médico neurocirujano y futbolista ecuatoriano. Se graduó de médico cuando jugaba para Barcelona Sporting Club, por lo que era apodado "El doctor" en la cancha. Quedó campeón con Barcelona en 1980. Falleció a los 68 años de edad por complicaciones con el COVID-19, el 30 de marzo de 2020.

## Biografía

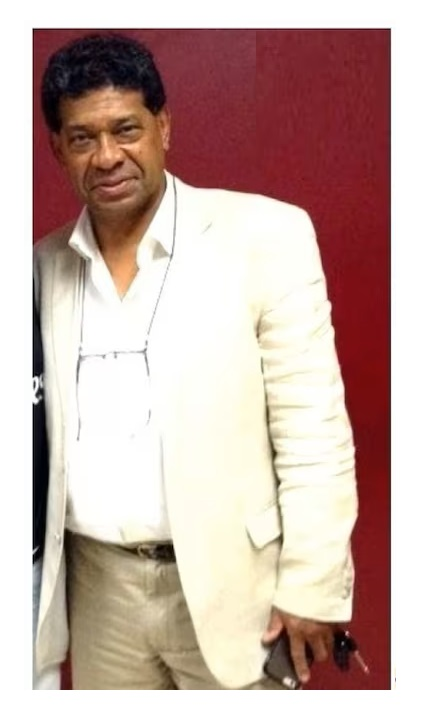
Reconocido neurocirujano de Guayaquil. Gloria del Barcelona S.C.

Fue un futbolista que jugaba de puntero izquierdo para varios clubes en Ecuador. Llegó a ser más conocido cuando se unió al Barcelona Sporting Club en 1974, jugando 7 temporadas hasta 1980, al mismo tiempo se tituló de médico, por lo que fue apodado como "El doctor" Chica, en la cancha. Tuvo su mayor desempeño en el equipo, en los años 1977 y 1978, donde se consolidó como titular junto a Miguel Coronel, Washington Pepe Paes, Víctor Ephanor, Juan Madruñero, Nelsinho y entre otros.
Las dos ocasiones en las que Chica anotó un gol en un Clásico del Astillero, Barcelona no perdió, ante un Emelec dirigido por Eduardo Ñato García. La primera ocasión fue en un empate a uno en 1977 y la segunda fue el 17 de septiembre de 1978, cuando el futbolista argentino Aníbal Cibeyra de Emelec, anotó un gol olímpico por segundo clásico consecutivo y el único de su equipo en ese partido, mientras que Ángel Luis Liciardi y Chica remontaron el marcador terminando 2-1 el partido. Cerró su ciclo en Barcelona, al quedar campeón en 1980.
Se especializó en neurocirugía y trabajó en varios hospitales de Nueva Jersey, Estados Unidos, antes de regresar a Ecuador.
Fue Jefe de Neurocirugía Pediátrica en el Hospital del Niño "Dr. Francisco de Icaza Bustamante" de Guayaquil.

## Muerte
Pocos días antes de su muerte, como médico, trató de ayudar en las dolencias del exfutbolista de Emelec, Ecuador Figueroa. Falleció el 30 de marzo de 2020, por complicaciones de COVID-19 causado por el virus del SARS-CoV-2, durante la pandemia de enfermedad por coronavirus en Ecuador.